# Friuladria Crédit Agricole Tennis Cup 2014
Il Friuladria Crédit Agricole Tennis Cup 2014 è stato un torneo di tennis facente parte della categoria ATP Challenger Tour nell'ambito dell'ATP Challenger Tour 2014. È stata l'11ª edizione del torneo che si è giocato a Cordenons in Italia dall'11 al 17 agosto 2014 su campi in terra rossa e aveva un montepremi di 42 500 €+H.

## Partecipanti singolare

### Teste di serie
| Nazionalità | Giocatore              | Ranking* | Testa di serie |
| ----------- | ---------------------- | -------- | -------------- |
| Italia      | Paolo Lorenzi          | 79       | 1              |
| Spagna      | Daniel Gimeno Traver   | 99       | 2              |
| Serbia      | Filip Krajinović       | 112      | 3              |
| Italia      | Filippo Volandri       | 135      | 4              |
| Spagna      | Albert Montañés        | 141      | 5              |
| Romania     | Adrian Ungur           | 157      | 6              |
| Italia      | Potito Starace         | 162      | 7              |
| Brasile     | Rogério Dutra da Silva | 167      | 8              |

- Ranking al 4 agosto 2014.

### Altri partecipanti
Giocatori che hanno ricevuto una wild card:
- Filippo Baldi
- Flavio Cipolla
- Erik Crepaldi
- Stefano Napolitano

Giocatori che sono passati dalle qualificazioni:
- Benjamin Balleret
- Viktor Galović
- Franko Škugor
- Adelchi Virgili
- Walter Trusendi (lucky loser)

Giocatori che hanno ricevuto un entry come special exempt:
- Alessandro Giannessi

Giocatori che hanno ricevuto un entry come alternate:
- Adrian Sikora

## Partecipanti doppio

### Teste di serie
| Nazionalità   | Giocatore        | Nazionalità | Giocatore          | Ranking* | Testa di serie |
| ------------- | ---------------- | ----------- | ------------------ | -------- | -------------- |
| Rep. Ceca     | František Čermák | Rep. Ceca   | Lukáš Dlouhý       | 139      | 1              |
| Regno Unito   | Ken Skupski      | Regno Unito | Neal Skupski       | 160      | 2              |
| Germania      | Frank Moser      | Germania    | Alexander Satschko | 259      | 3              |
| Taipei cinese | Hsin-han Lee     | Italia      | Alessandro Motti   | 272      | 4              |

- Ranking al 4 agosto 2014.

### Altri partecipanti
Coppie che hanno ricevuto una wild card:
- Simone Appio /  Mauro Commisso
- Pietro Fanucci /  Walter Trusendi
- Filippo Baldi /  Stefano Napolitano

## Vincitori

### Singolare
Albert Montañés ha battuto in finale  Potito Starace con il punteggio di 6–2, 6–4

### Doppio
Potito Starace /  Adrian Ungur hanno battuto in finale  František Čermák /  Lukáš Dlouhý con il punteggio di 6–2, 6–4